# Майкрософт
Microsoft Corporation (чете се Майкрософт корпорейшън) е американска транснационална компания, развиваща дейност в областта на компютърните технологии и разработката на софтуер. Седалището ѝ е разположено в гр. Редмънд, САЩ, най-известните ѝ продукти са операционната система Windows и пакетът от програми за офиса Microsoft 365. Тя е първият по големина доставчик на софтуер и услуги в областта на информационните технологии с обем на продажбите в този сектор от 65,7 милиарда долара и общ обем на продажбите от 77,85 милиарда долара (2013 г.). Името „Microsoft“ произлиза от думите софтуер и микрокомпютър, които често се свеждат до две букви – MS. Компанията е основана през 1975 г. от Бил Гейтс и Пол Алън. Компанията е обвинявана няколко пъти в злоупотреба с монополното си положение. Съществува и български филиал на фирмата, „Microsoft България“ ООД.
През 1999 г. компанията става най-скъпата компания в света с пазарна капитализация от 620,58 млрд. щатски долара. През август 2012 г. Apple подобрява този рекорд, като постига пазарна капитализация от 623 млрд. щатски долара. 
През 2016 г. Microsoft обявява, че е постигната договореност за придобиването на компанията LinkedIn. Сделката, която е на стойност $26,2 милиарда, се очаква да приключи в края на 2016 г. По условията на договора LinkedIn ще запази своите „бренд (марка), култура и независимост“, както и ръководството си, което като цяло ще е подчинено на Сатя Надела, CEO на Microsoft.

## Продукти

### Microsoft Windows
Windows е най-използваната компютърна операционна система в света, достъпна на 137 езика. Над 90% от компютрите по света я използват. Освен за компютри, тя се използва и за смартфони, сървъри, таблети и други устройства.

### Microsoft 365
Microsoft 365 е пакет от приложения за офиса. Последната версия е Office 2021, пусната на пазара на 5 октомври 2021 г. Microsoft Office има версии за Microsoft Windows, Android, macOS, iOS и Windows Phone. До 2022 г. Microsoft 365 е с име Microsoft Office.

### Windows Phone
Windows Phone е операционна система за мобилни устройства (смартфони), разработена от Microsoft, наследяваща платформата Windows Mobile. Windows Phone предлага една изцяло нова визия и функционалност, в крак с модерния начин на живот и постоянната свързаност към Интернет, която е добре комбинирана с мощен хардуер, осигуряващ оптимален комфорт при ползване с разнообразна мултимедия.

### Xbox
Xbox e серия от игрални конзоли, разработени от Microsoft. Xbox е най-големият конкурент на Playstation на Sony.

### Устройства
Microsoft произвежда таблетите Surface. През 2014 г. Microsoft придобиха мобилното подразделение на Nokia и произвеждат смартфони под бранда Microsoft Lumia. Microsoft Band са умни гривни и фитнес тракери. HoloLens са очила за добавена реалност, разработвани от компанията.

### Skype
Skype e една от най-използваните програми за бързи съобщения в света, достъпна за всички платформи и операционни системи.

### Онлайн услуги
Bing е една от най-големите търсачки в света. MSN е информационен онлайн портал, разработван от Microsoft. Yammer е тяхна социална мрежа. OneDrive е облачна услуга за съхранение на файлове в интернет пространството. LinkedIn е една от най-големите социални мрежи в света.